# Phalonidia nicotiana
Phalonidia nicotiana es una especie de polilla del género Phalonidia, categorizada en la tribu Cochylini, de la subfamilia Tortricinae.

## Distribución
Se distribuye por Asia: China, en la provincia de Heilongjiang.

## Taxonomía
Fue descrita por Liu & Ge en 1991.
Tratamiento taxonómico
La especie aparece registrada y publicada en Sinozoologia 8: 355.